# Sylvain Wiltord
Sylvain Wiltord (* 10. Mai 1974 in Neuilly-sur-Marne, Département Seine-Saint-Denis) ist ein ehemaliger französischer Fußballspieler. Seine Eltern stammten aus Martinique.

## Im Verein
Der Außenstürmer kam schon als 17-Jähriger in der höchsten französischen Spielklasse, der damaligen Division 1, zum Einsatz: Von 1991 bis 1997 spielte er für Stade Rennes, 1997 wechselte er zu Girondins Bordeaux. Dort wurde er 1999 Torschützenkönig und als Französischer Fußballer des Jahres ausgezeichnet. 2000 ging er für die damalige Vereinsrekordsumme von 13 Millionen Pfund zum FC Arsenal. 2004 wechselte er zu Olympique Lyon. Im August 2007 wechselte Wiltord dann für 1,5 Millionen Euro zurück zu seinem Jugendverein Stade Rennes. Im Januar 2009 schloss er sich Olympique Marseille an, er erhielt dort einen Vertrag bis zum Saisonende. Danach hielt er sich ein halbes Jahr bei der US Créteil fit, um im Januar 2010 beim Zweitligisten FC Metz einen weiteren Halbjahresvertrag zu unterzeichnen, der sich bei einem Aufstieg um ein weiteres Jahr verlängert hätte. Nach einem Jahr ohne Vertrag unterschrieb Wiltord im Juli 2011 beim FC Nantes. 2012 beendete er seine Profikarriere.

## In der Nationalmannschaft
Wiltord bestritt sein erstes Länderspiel am 10. Februar 1999, als Frankreich in London gegen England mit 2:0 gewann. Zum Helden wurde er, als er im Finale der Fußball-Europameisterschaft 2000 in der letzten Minute der Nachspielzeit den 1:1-Ausgleich erzielte und somit den französischen Sieg in der Verlängerung gegen Italien ermöglichte. Bei der WM 2006 in Deutschland kam er in sämtlichen Begegnungen, überwiegend als Einwechselspieler im rechten Mittelfeld, zum Einsatz und trug mit zwei Torvorlagen zum Erfolg der Vizeweltmeisterschaft bei. Im Finale gegen Italien verwandelte er seinen Elfmeter als erster Schütze der Franzosen.

## Weiteres
2015 nahm Wiltord an der französischen Survival-Realityshow Dropped teil. Er schied vorzeitig aus und befand sich auf dem Rückweg nach Frankreich, als er erfuhr, dass die verbliebenen Teilnehmer der in Argentinien gedrehten TV-Produktion bei einem Hubschrauberabsturz ums Leben kamen.

## Erfolge

### Verein
- Französischer Meister:
  - 1999 (Bordeaux)
  - 2005, 2006, 2007 (Lyon)
- Trophée des Champions: 2005, 2006, 2007 (Lyon)
- Englischer Meister: 2002, 2004 (Arsenal)
- FA Cup: 2002, 2003 (Arsenal)

### Nationalmannschaft
- Confederations-Cup: 2001, 2003
- Europameisterschaft: 2000
- Vizeweltmeister: 2006

### Olympiaauswahl
- Olympische Spiele: Platz 5 (1996)